# Eden (Contea di Fond du Lac, Wisconsin)
Eden è un comune degli Stati Uniti, situato in Wisconsin, nella Contea di Fond du Lac.